# Ludwig Wagner-Speyer
Ludwig Wagner, genannt Ludwig Wagner-Speyer, (* 24. Januar 1882 in Germersheim; † 4. März 1939 in Lichtenberg im Odenwald) war ein deutscher Architekt, kommunaler Baubeamter und Hochschullehrer.

## Leben
Ludwig Wagner studierte Architektur an der Technischen Hochschule München, wo er sich 1900 dem Corps Rheno-Palatia anschloss. Das Studium schloss er im August 1905 erfolgreich ab. Ludwig Wagner arbeitete in der Tradition der gemäßigten Moderne. Er wirkte in seiner pfälzischen Heimat, ab 1914 als Stadtbauinspektor in Chemnitz. Im Juli 1918 promovierte er an der Technischen Hochschule (Berlin-)Charlottenburg. 1918 wurde er Stadtbaurat und Stadtrat in Fürth. In den 1920er Jahren arbeitete er als Stadtrat und Hochbaureferent in Nürnberg. Von April 1928 bis zum Sommer 1933 lehrte er als Professor für Baukunst an der  Abteilung Architektur der Technischen Hochschule Darmstadt, in den Jahren von 1930 bis 1932 war er dort Dekan der Abteilung für Architektur. 
Im Nachgang zur von Karl Lieser ausgelösten sog. „Lieser-Affäre“, die im Frühjahr 1933 zur zeitweisen Schließung der Technischen Hochschule Darmstadt führte, wurde Ludwig Wagner-Speyer als Professor im Herbst 1933 entlassen. Am 16. September 1933 wurde er sodann Direktor der Kunstgewerbeschule Mainz. Er starb im März 1939 im Alter von nur 57 Jahren.

## Werk

### Bauten
- 1911–1912: evangelische Kirche in Blieskastel[2][3]
- 1922–1923: städtische Wohnungsbauten in Nürnberg, Rothenburger Straße / Beim Rochuskirchhof (teilweise erhalten)[4]
- ab 1928: Siedlung am Nordbahnhof in Nürnberg
- 1929: Wohnanlage in Nürnberg-Gibitzenhof, Dr.-Luppe-Platz[5]

### Schriften
- Grundlagen modellmäßigen Bauens. Darmstadt / Wiesbaden 1910. (Neuauflage 1923.)